# Ras
Ras (w języku amharskim głowa) – jeden z najwyższych tytułów arystokratycznych w cesarskiej Etiopii, utworzony najprawdopodobniej podczas reformy wojskowej w czasie wojen z Graniem XVI w., pierwotnie najwyższy tytuł w hierarchii wojskowej, przyznawany zwykle – wyłącznie przez cesarza (negusa) – zarządcom wielkich prowincji. Prawo do posługiwania się tytułem rasa mieli także zwierzchnicy kościoła etiopskiego. Częściej tytuł rasa zaczęto przyznawać w XIX w. jako tytuł arystokratyczny, przy czym zachowywano zasadę, że człowiek, noszący ten tytuł powinien wywodzić się z feudalnego rodu arystokratycznego lub rodziny cesarskiej (odpowiednik księcia).
Cesarz Menelik II (1844–1911) miał prawo przyznawać tytuł rasa zarządcom 20 prowincji.
Tytuł ten najpowszechniej jest kojarzony z rasem Tafarim Makonnenem, który po koronacji przyjął imię Haile Selassie I.